# Lenguaje
Un lenguaje es un sistema de comunicación organizado para el que existe un contexto de uso y ciertos principios combinatorios formales. Existen contextos tanto naturales como artificiales.
Desde un punto de vista más amplio, la comunicación indica una característica común a los humanos y a otros animales (animales no simbólicos) para expresar experiencias mediante el uso de señales y sonidos registrados por los órganos de los sentidos. Los seres humanos desarrollan un lenguaje simbólico complejo que se expresa con secuencias sonoras y signos gráficos. Por su parte, los animales se comunican a través de signos sonoros, olfativos y corporales que en muchos casos distan de ser sencillos. 
- El lenguaje humano se apoya en la capacidad de comunicarse por medio de signos lingüísticos (usualmente secuencias sonoras y signos gráficos, pero también con gestos en el caso de las lenguas de señas). En cuanto a su desarrollo, el lenguaje humano puede estudiarse desde dos puntos de vista complementarios: la ontogenia y la filogenia. La primera analiza el proceso por el cual el ser humano adquiere el lenguaje, mientras que la segunda se encarga de estudiar la evolución histórica de una lengua.[1] La antropología del lenguaje hace del lenguaje una pieza clave en su interpretación del ser humano, si bien esto no es extremadamente novedoso, remite a antiguas y variadas tradiciones culturales desde tiempos muy lejanos en la historia de occidente.[nota 1].[2]
- La comunicación animal se basa en el uso de señales visuales, sonoras y olfativas, a modo de signos, para señalar a un referente o un significado diferente de dichas señales. Dentro de las formas de comunicación animal (popularmente denominadas lenguaje animal) están los gritos de alarma, el lenguaje de las abejas, etc.
- Los lenguajes formales son construcciones artificiales humanas que se usan en matemática y otras disciplinas formales, incluyendo lenguajes de programación. Estas construcciones tienen estructuras internas que comparten con el lenguaje humano natural, por lo que pueden ser en parte analizados con los mismos conceptos que este.

Aunque casi hasta finales del siglo XX se establecía taxativamente una diferencia absoluta entre el lenguaje humano y la comunicación animal, la acumulación de gran cantidad de estudios[cita requerida] (especialmente etológicos) sugieren que muchos animales no humanos, especialmente con áreas cerebrales corticales desarrolladas (bonobos, chimpancés y otros primates, así como cetáceos —especialmente delfinidos—, aves —especialmente loros, cuervos, palomas—, elefantes, perros, gatos, equinos, etcétera) poseen formas de comunicación bastante más complejas, y más cercanas al lenguaje humano que lo supuesto por Iván Pávlov y los reflejos condicionados o los conductistas anglosajones, que reducían las actividades psíquicas a un mero circuito reflejo mecanicista de estímulo-respuesta. En rigor, Pávlov no era tan mecanicista, pero suponía al lenguaje de los animales no humanos como correspondiente a un condicionamiento clásico o primer sistema de señales (basado principalmente en el estímulo-respuesta, tras la reiteración de un estímulo que se asocia una «recompensa», que implica al circuito de premio-recompensa, o a la ausencia de la misma que genera un hábito o habitus, condicionamiento que es también común a la inmensa mayoría de los humanos), mientras que para el ser humano Pávlov supone un segundo sistema de señales, que es un salto cualitativo respecto al primero y que es el lenguaje humano, que es heurístico al estar abierto respecto al ciclo de estímulo-respuesta.
La facultad del lenguaje no es el resultado de un aprendizaje, sino que es congénita, es decir, nace con el ser humano. Además, se presenta de igual manera en todos los seres humanos, independientemente del momento histórico y del lugar geográfico, es decir, es universal. Las lenguas pueden aprenderse y olvidarse, pero la capacidad del lenguaje, no.
El lenguaje es un conjunto de signos y símbolos. Un signo es un fenómeno relacionable con otro fenómeno. Por ejemplo, la fiebre es un signo de una enfermedad, la caída de nieve es un signo de la estación de invierno, un camión de bomberos con su sirena es un signo de incendio.
Un símbolo es un fenómeno, algo que ocurre que la mente relaciona con otro fenómeno. Por ejemplo, un pulgar abajo simboliza algo negativo, la luz roja de un semáforo con un mensaje de detenerse. El elemento que distingue un símbolo de un signo es el carácter deliberativo de su relación. Los signos que se establecen deliberadamente se llaman símbolos.

## Características de las lenguas naturales
Varios autores han redactado listas de características definitorias de qué es una lengua natural, algunas de las cuales están presentes en la comunicación animal y los lenguajes formales. Sin embargo, solo las lenguas naturales tienen estos quince rasgos de Hockett y, por tanto, esta lista caracteriza lo que es una lengua natural.
Entre los rasgos más definitorios están la arbitrariedad (de la relación entre el signo y el significado, Ferdinand de Saussure), la productividad (que permite producir nuevos mensajes nunca antes realizados) y la estructura jerárquica (según la cual, las lenguas humanas poseen reglas o principios sintácticos y gramaticales, por lo que las producciones no son aleatorias).
Las lenguas que concretan la facultad humana del lenguaje comparten una serie de características:
- Arbitrariedad: No existe relación directa o dependencia entre los elementos de una lengua y la realidad a la que se refieren: el vínculo entre forma y significado es arbitrario. Aunque existen casos de conexión no arbitraria, como las onomatopeyas, son esporádicos; la inmensa mayoría de las palabras difieren entre las lenguas e incluso, históricamente, en una misma lengua.
- Desplazamiento: Los mensajes verbales pueden referirse a hechos alejados del tiempo y del espacio en que se produce la situación comunicativa: se puede hacer referencia a otros lugares, al pasado y al futuro.
- Mentira: Consiste en la posibilidad de emitir mensajes no verdaderos. Se puede observar un claro ejemplo en la literatura, caracterizada por la creación de mundos de ficción.
- Reflexividad: Es la capacidad que posee el sistema de referirse a él mismo. El lenguaje se puede utilizar para hablar del propio lenguaje.
- Diferenciación de unidades: Las lenguas emplean un reducido número de elementos (sonidos) que contrastan claramente entre sí: son unidades discretas. Estos sonidos, que no portan en sí mismos significados, son percibidos por los receptores como unidades diferenciadoras: sal se opone a Sol, porque los elementos que diferencian ambos términos constituyen unidades discretas.
- Doble articulación: El lenguaje es un sistema dual, pues se organiza en dos niveles: las unidades discretas se combinan entre sí para formar otros elementos que sí son portadores de significado. La primera articulación está formada por monemas, y la segunda articulación está formada por fonemas.[6]
- Productividad: La doble articulación permite crear infinitos mensajes con un reducido número de elementos, lo que hace que el lenguaje humano sea privilegiadamente productivo. Frente a él, los sistemas de comunicación animal posibilitan solo un número finito y reducido de mensajes.

La conducta lingüística en los humanos no es de tipo instintivo, sino que debe ser adquirida por contacto o transmisión con otros seres humanos, especialmente durante los primeros años de vida, de otro modo se producen casos de niños y niñas ferales. La estructura de las lenguas naturales, que son el resultado concreto de la capacidad humana de desarrollar lenguaje, permite comunicar ideas y emociones por medio de un sistema de sonidos articulados, mediante el cual se hace posible la relación y el entendimiento entre individuos. El lenguaje humano posibilita la expresión del pensamiento y la exteriorización de los deseos y afectividad mediante signos inicialmente sonoros/acústicos y, muy posteriormente en la génesis del lenguaje, signos basados en el par significante/significado. A inicios del siglo XX, Ferdinand de Saussure consideraba biyectivos o perfectamente correspondientes al par significante / significado, y luego Jacques Lacan ha considerado que bajo el significante «hay nada» ya que el significado de cada signo humano discurre («bajo» la censura de lo inconsciente) tras el deseo en una cadena metonímica en la cual los significantes constantemente cambian de significado; Lacan ha considerado que la relación biyectiva o exactamente correspondiente de significante / significado solo se da en el lenguaje de los animales no humanos.
La reflexión que Ludwig Wittgenstein emprende sobre el lenguaje lo conduce a reconocer, primero, que todo lenguaje conlleva una forma de vida; existe por tanto una estrecha relación entre el lenguaje y las condiciones de la existencia humana. En segundo lugar Wittgenstein acerca el lenguaje a la acción al señalar que el significado de toda palabra le está conferido por su uso, por la particular manera de cómo es utilizada por quienes hacen uso de ella. Ello le confiere un argumento adicional a la defensa del lenguaje ordinario. Pero lo más importante es el tercer rasgo: Wittgenstein utiliza el camino del lenguaje para penetrar los problemas de la ética, del sentido de vida de los seres humanos.
El lenguaje humano ha sido calificado como un lenguaje principalmente verbal en contraposición a la comunicación no verbal. El lenguaje verbal se denomina así porque está constituido por palabras (en latín: verba); es decir, formado a partir de unidades discretas (por ejemplo los fonemas) ordenadas desde el intelecto como se observa en un diálogo o en una conversación; según el esquema de R. Jakobson se requiere un emisor (o locutor) al menos un mensaje, un contexto, un canal o medio (aire por donde se propaga la voz, papel donde se escribe, ondas electromagnéticas, etc.), un código y obviamente un receptor o alocutor. A este esquema de Jakobson, que parece tener sus orígenes en los esquemas triangulares de Peirce, se le suele añadir el ruido que puede modificar el esquema. Paralelo al lenguaje verbal, y existente ya en animales no humanos, se debe siempre tener en cuenta al lenguaje paraverbal caracterizado por la mímica, los gestos, las muecas e incluso las expresiones corporales, especialmente faciales, de origen instintivo: por ejemplo la casi vegetativa e instintiva expresión facial de asco puede mímicamente transformarse en expresión ya intencionada de disgusto o cólera.
La capacidad humana para el lenguaje, tal como se refleja en las lenguas naturales, es estudiada por la lingüística. Hay una progresión histórica de las lenguas naturales desde el habla, luego la escritura y, finalmente, la comprensión y explicación de la gramática. Desde el punto de vista social e histórico, el lenguaje humano ha dado lugar a idiomas que viven, mueren, se mudan de un lugar a otro, y cambian con el paso del tiempo. Cualquier idioma que deja de cambiar o de desarrollarse es categorizado como lengua muerta. Por el contrario, cualquier idioma por el hecho de no ser una lengua muerta, y formar parte de las lenguas vivas o modernas, está sufriendo continuamente reajustes que acumulativamente son los responsables del llamado cambio lingüístico. El lenguaje humano se suele subdividir a partir de F. de Saussure en habla y lengua, en todo caso en ambas dimensiones del lenguaje siempre han de considerarse la sincronía (que puede definirse como el uso contemporáneo [del locutor al alocutor] del lenguaje humano) y de la diacronía (que puede definirse como la casi continua modificación del lenguaje humano evolucionando a lo largo del tiempo).
Hacer una distinción en principio entre un idioma y otro es por lo general imposible. Por ejemplo, hay algunos dialectos del alemán que son similares a ciertos dialectos del neerlandés. La transición entre las lenguas dentro de la misma familia lingüística a veces es progresiva (ver dialecto continuo).
Hay quienes hacen un paralelismo con la biología, donde no es posible hacer una distinción bien definida entre una especie y la siguiente. En cualquier caso, el desafío real puede ser el resultado de la interacción entre las lenguas y las poblaciones (ver dialecto o August Schleicher). Los conceptos de Ausbausprache, Abstandsprache y Dachsprache se utilizan para hacer distinciones más refinadas sobre los grados de diferencia entre las lenguas o dialectos.

Al parecer en el lenguaje humano es fundamental la posibilidad de la metáfora (substituir una imagen -especialmente una imagen acústica- por otra merced a una semejanza aunque no haya relación de contigüidad) tal cual lo demuestra Roman Jakobson al estudiar las afasias usando los criterios de sintagma y metonimia establecidos por Ferdinand de Saussure: unas afasias serían metonímicas o sintagmáticas y otras serían metafóricas o paradigmáticas; Jakobson observa la coalescencia entre esto y la tesis propuesta por Sigmund Freud de deslizamiento y condensación en la actividad onírica, respectivamente y Lacan en sus estudios parece comprobarlo al considerar que lo inconsciente está estructurado como un lenguaje, donde una metáfora paterna es fundamental para establecer al sujeto desalienado de la máscara o persona que es el imaginario ego, a partir de esto según estas opiniones es que el Homo sapiens está capacitado para tener un principio de realidad y un lenguaje articulado coherente y altamente heurístico en una «cadena metonímica». En cambio, según Lacan, los animales no humanos existentes se encuentran restringidos a lo imaginario aunque lo imaginario -y por ende el lenguaje- de los animales no humanos, según Lacan, se corresponden con lo real en lugar del apego a la en parte ficcional o eidética realidad en que se desempeña el animal humano; esto es: los animales inteligentes no humanos parece que tienen lenguajes aparentemente no articulados que se corresponden con lo fáctico del ambiente en que viven, mientras que los humanos, al oscilar entre los registros de lo imaginario y lo real, a través del registro de lo «simbólico» (o «lenguaje simbólico humano»), pueden caer en fantasías; sin embargo, las fantasías les permiten ingenio y una alta capacidad de adaptación evolutiva mediante la inventiva que tiene por principal medio precisamente al lenguaje simbólico.
Por otra parte, Chomsky ha teorizado que la estructura del lenguaje humano se basa en sintagmas verbales y sintagmas nominales; luego, según el mismo Noam Chomsky (2015), el lenguaje humano es principalmente genético; los niños (cualquiera sea su sexo) poseen la capacidad innata del lenguaje verbal sin previa información externa (que no esté) ya en el genoma humano; por ejemplo, a los 2 años de nacido, un infante puede aprender una nueva palabra durante cada hora de vigilia, tal capacidad habría surgido hace 70 000 años; en todo caso para lograr plena competencia lingüística (más allá de las opiniones de Chomsky), el ser humano debe estar bien nutrido por lo menos en el primer año de su vida (alimentado principalmente con proteínas) y estimulado de un modo dialógico por otros humanos en sus primeros 4 años de vida. Se ha de tener en cuenta que el pensar consciente humano está principalmente constituido por conceptos y que los conceptos son parte del lenguaje.

### Diversas definiciones
Hay una inmensidad de definiciones sobre qué es el lenguaje humano, dependiendo de cada autor en cada época y en cada circunstancia.
La siguiente es una selección de varias de las definiciones que se le ha dado al lenguaje:
1. Por el lenguaje entendemos un sistema de códigos con cuya ayuda se designan los objetos del mundo exterior, sus acciones, cualidades y relaciones entre los mismos. (A. R. Luria, 1977).
2. El lenguaje es un hábito manipulatorio (J.B. Watson, 1924).
3. El lenguaje es un conjunto finito o infinito de oraciones, cada una de las cuales posee una extensión finita y construida a partir de un conjunto finito de elementos (Noam Chomsky, 1957).
4. El lenguaje es una instancia o facultad que se invoca para explicar que todos los hombres hablan entre sí (J. P. Bornchart, 1957).
5. El lenguaje son palabras, frases elementales, luego sustantivos y verbos diferenciados, y por último frases completas.(Piaget, 1983).
6. Por tipos de lenguaje:[14]
  1. Lenguaje oral: Pronunciación de sonidos —vocales— articulados que forman palabras para expresar las propias ideas o pensamientos.
  2. Lenguaje corporal: Conjunto de señales no verbales, como movimientos corporales, posturas, gestos, posiciones espaciales que sirven para expresar distintos estados físicos, mentales y emocionales.
  3. Lenguaje desordenado: Defecto del habla caracterizado por un lenguaje rápido, desordenado, nervioso y arrítmico, con omisión o transposición de varias letras o sílabas.
  4. Lenguaje explosivo: Lenguaje anómalo que se caracteriza porque la persona hace pausas entre las palabras rompiendo el ritmo de la frase. Se observa a veces en la esclerosis en placas.

### Lenguaje humano

#### Origen evolutivo
El lenguaje humano se debe a adaptaciones evolutivas que se dan exclusivamente en seres humanos de la especie Homo sapiens.
En los últimos años, diversas investigaciones han apuntado a que el lenguaje humano, respecto a su parte melódica y la estructuración de fonemas, tiene un origen evolutivo común con el lenguaje de los pájaros; incluso, se ha llegado a constatar que los mismos genes que posibilitan el habla humana posibilitan también el canto de las aves. Un total de 55 genes muestran un patrón similar en la actividad del cerebro de los seres humanos y de aquellas aves capaces de aprender nuevas vocalizaciones y de reordenar los sonidos más básicos de su canto para transmitir distintos significados. Sin embargo, la parte pragmática (que es la portadora del contenido del discurso) de nuestro lenguaje habría derivado de nuestros ancestros primates no humanos; y ambas capacidades (melódica y pragmática) se habrían fundido en algún momento de los últimos 100 000 años de evolución, o, según algunos últimos experimentos desde al menos los antepasados comunes entre los actuales babuinos y seres humanos. Esto es quizás hasta 7 u 8 millones de años antes del presente. La gran diferencia estriba en que la rama que dio lugar a los actuales Homo sapiens tendría —por selección natural— aún más desarrolladas las áreas del cerebro (ubicadas principalmente en el hemisferio izquierdo) que los actuales babuinos, es decir: un hallazgo sugiere que el último antepasado común de los seres humanos y los babuinos pudo haber poseído la maquinaria vocal para el habla para dar lugar a la forma del lenguaje humano, y con ello al origen de las diferentes lenguas (idiomas) que han sido creados por los seres humanos.
El curso del desarrollo del lenguaje tiene por lo menos dos consecuencias determinadas:
1. Desarrollo de las capacidades físicas: Poder producir sonidos lingüísticos y secuencias de sonidos.
2. Desarrollo cognitivo: Es la capacidad mental suficiente para reconocer, identificar, diferenciar y manipular los procesos del entorno (Santiuste, 1990).

El lenguaje humano es asombrosamente flexible. Podemos combinar un número limitado de sonidos y señales para producir un número infinito de frases, cada una con un significado distinto. Por ello podemos absorber, almacenar y comunicar una cantidad de información prodigiosa acerca del mundo que nos rodea. No obstante, la característica realmente única de nuestro lenguaje es la capacidad de transmitir información acerca de cosas que no existen. Solo los sapiens pueden hablar acerca de tipos enteros de entidades que nunca han visto, ni tocado, ni olido. Las leyendas, los mitos, los dioses y las religiones son producto de «la revolución cognitiva» y el lenguaje humano.

#### Neurolingüística

Algunas de las áreas cerebrales asociadas con el procesamiento del lenguaje (normalmente ubicadas en el córtex y neocórtex o corteza cerebral del hemisferio izquierdo del cerebro del Homo sapiens)(
Área de Broca (azul), área de Wernicke (verde), circunvolución supramarginal (amarillo), circunvolución angular (naranjado), corteza auditiva primaria (rosado)).

La neurolingüística es el área disciplinar dependiente de la neuroanatomía que se preocupa por la computación cerebral del lenguaje humano. Las principales áreas del cerebro que se encargan de procesar el lenguaje son áreas corticales del hemisferio izquierdo del cerebro:
- Área del lenguaje hablado: Área de Broca (n.º 44). Hemisferio dominante (casi siempre el izquierdo o si no el  ipsilateral.[b][18]).
- Área de comprensión del lenguaje hablado: Área de Wernicke. Corresponde a las áreas de Brodmann n.os 21, 22, 39 y 42. Córtex o corteza del lóbulo temporal izquierdo del cerebro humano.

Sin embargo, aunque normalmente el lenguaje se procesa en el Hemisferio izquierdo, esto se debe solo por la estructura física que compone el lenguaje, y no porque «el lenguaje en sí» le sea propio. Ello ya que se ha demostrado que para el silbido turco (un tipo de Lenguaje silbado; basado en la forma silbada del Idioma turco), requiere el uso de los dos hemisferios cerebrales por igual, debido a que la melodía, la frecuencia y el tono, los rasgos del silbido, se procesan en el hemisferio derecho.

#### Patologías
Alteraciones de lenguaje:
- Trastornos del lenguaje oral: por causas orgánicas o por causas psicológicas.
  - Afasia: Imposibilidad para comunicarse por lenguaje hablado, leído o escrito como consecuencia de una lesión cerebral, una vez que el sujeto ha adquirido un lenguaje siquiera elemental.[20] Hay tres tipos:
    - Afasia motriz o de Broca (afasia de expresión): Lesión del área 44 de Brodmann del hemisferio izquierdo. El paciente comprende lo que se le dice y sabe lo que quiere decir, pero no lo puede expresar, ni verbalmente ni por escrito.[21]
    - Afasia sensorial o de Wernicke (afasia de comprensión): El paciente habla pero no coordina las palabras o los sonidos, oye pero no comprende las palabras que se le dirigen, ve las letras y signos escritos pero es incapaz de leer (alexia) y de escribir (agrafia).
    - Afasia sensorial o global (expresión - comprensión): Lesiones de los lóbulos frontal y temporal del hemisferio izquierdo. Imposibilidad de hablar y alteraciones de la compresión verbal, de la lectura y escritura.[21]

  - Afonía y disfonía: Caracterizadas por la pérdida de la voz, ya sea completa (afonía) o parcialmente (disfonía). Se produce por una lesión o una parálisis del órgano de la fonación.
  - Disartria: Dificultad para articular sílabas. Se observa en la parálisis general progresiva, lesiones de algunos nervios craneales y en las intoxicaciones por alcohol y barbitúricos.[22]
  - Disfemias: Alteración en la emisión de las palabras. Las más frecuentes son el balbuceo y el tartamudeo. Suele ser un síntoma en neuróticos.
  - Disfonías: Alteraciones del tono y timbre de voz cuya causa reside en el aparato fonador. Ejemplo: disfonía en los alcohólicos, voz apagada en deprimidos.
  - Dislalia: Sustitución, alteración u omisión de los fonemas sin que haya trastornos de los órganos del habla.[22] Ejemplo: deltacismo (D), gammacismo (G), lambdacismo (L), lalación (reemplazo de la R por la L), rotacismo (R) y sigmacismo (S).
- Trastornos del lenguaje escrito
  - Agrafia y alexia: La agrafia es la imposibilidad de expresar los pensamientos por medio de la escritura.[23]
  - Disgrafía: Irregularidades graves en los trazos de la escritura. Ejemplo: alcoholismo, edad, senil, parálisis general progresiva.Áreas del lenguaje
- Trastornos psicológicos

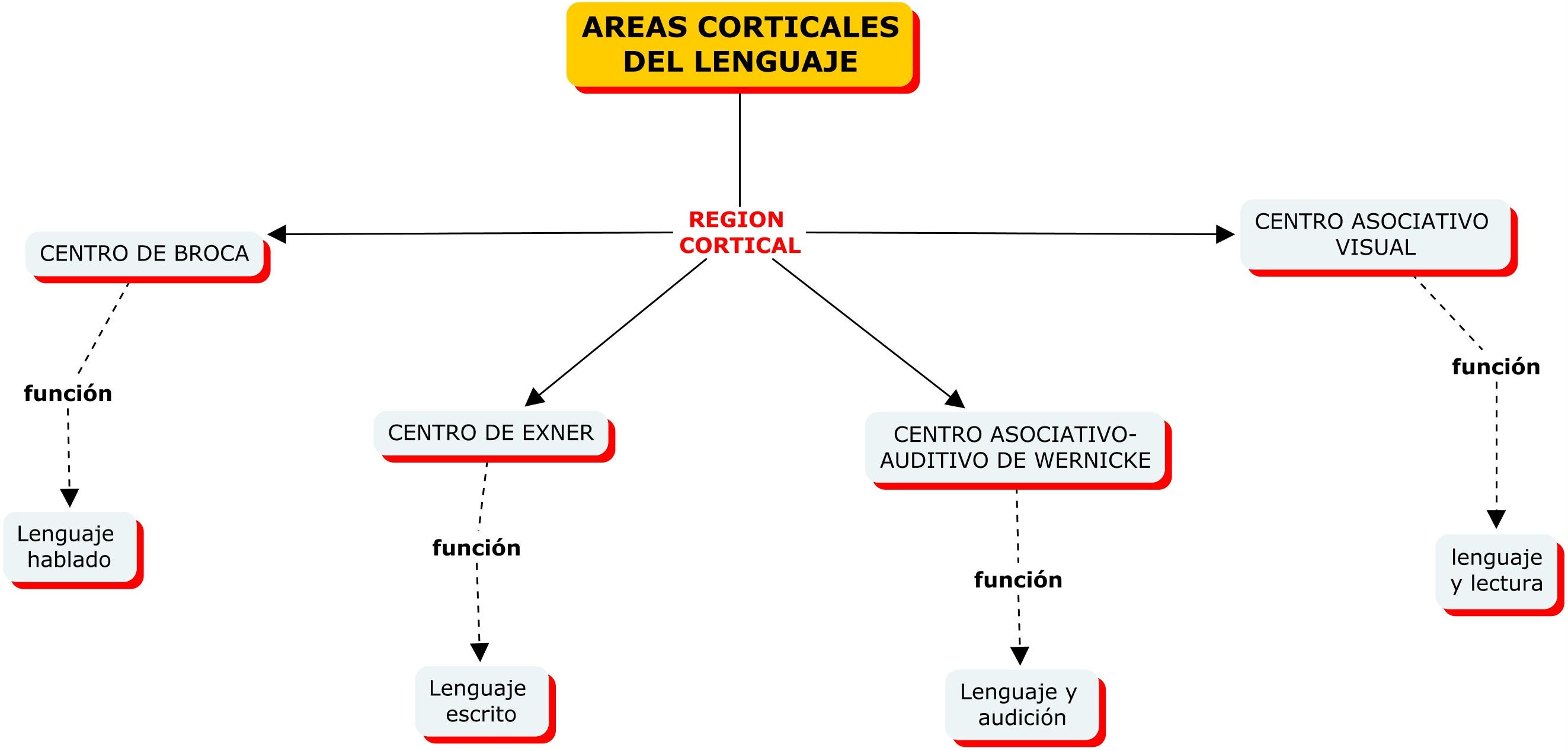
Áreas del lenguaje

  - Bradilalia: Se produce cuando se emiten mensajes demasiado despacio. Sucede en personas que sufren depresión o confusiones mentales.
  - Estereotipia verbal: Se trata de la repetición frecuente de una palabra o frase que poco tiene que ver con las circunstancias. Suele darse en pacientes con esquizofrenia o, en otros casos con depresión.
  - Jergafasia: Es una forma de afasia, derivada por una lesión en las áreas sensitivas del lenguaje. Esta patología se caracteriza por una fluidez verbal con parafasias, perífrasis y abundante logorrea.
  - Musitación: Forma de hablar que se caracteriza por el movimiento de los labios que simula decir palabras murmurando, en voz baja. Se observa en ciertas enfermedades graves con fenómenos graves.
  - Mutismo: Estado en el cual un individuo se niega a articular palabra alguna, pero tiene intactos sus centros de lenguaje y medios de expresión.
  - Palilalia: Consiste en la repetición espontánea e involuntaria, dos o tres veces, de una misma frase o palabra. Está relacionada con el debilitamiento de la inteligencia.
  - Taquilalia: Surge cuando hay un desequilibrio entre el influjo nervioso y la capacidad del movimiento de la boca. El mensaje se transmite tan rápido, que se hace incomprensible. Ocurre en manías o debido al alcoholismo u otras adicciones a psicotrópicos.
  - Verbigeración: Repetición frecuente y anormal, fuera de toda lógica, de un vocablo o frases cortas, sin sentido que se intercalan en el discurso. Es habitual en esquizofrénicos y deficientes mentales.

### Doble articulación del lenguaje
Aunque existen otros códigos de comunicación, el lenguaje verbal es el único sistema comunicativo capaz de expresar debidamente aquello que se quiere transmitir y el único que permite elaborar infinitos mensajes. Esta circunstancia es posible por la doble articulación del lenguaje.

## La comunicación en la naturaleza

### Tipos de comunicación según su estructura física

#### Comunicación química
Depende del sentido del olfato y en algunas ocasiones del gusto. Estas señales pueden recorrer grandes distancias cuando son transportadas por las corrientes del aire, aunque solo son percibidas a favor del viento. Las sustancias químicas específicas que producen efectos concretos se llaman feromonas. En las colonias de abejas, por ejemplo, la reina produce una feromona «real» que impide el desarrollo de los ovarios de las obreras. Las feromonas tienen una gran importancia en lo relativo a la atracción sexual.

#### Comunicación sonora
Las ondas sonoras pueden variar de altura e intensidad con rapidez. Sirven para transmitir mucha información. Estas señales viajan en todas direcciones y el receptor las localiza con facilidad.
Por ejemplo, los monos aulladores y algunas aves, ranas y sapos poseen grandes sacos vocales que aumentan considerablemente los sonidos que emiten. En el caso de los sapos, emiten un sonido para atraer a la hembra y otro para «avisar» a otros que él también es macho. Las cigarras que cantan son machos, y lo hacen para atraer a las hembras. Los pollitos emiten sonidos de distinta intensidad en donde avisan a la gallina en distintas situaciones (si están asustados o si tienen hambre o frío). Los cocodrilos, cuando están por nacer, emiten sonidos con lo que avisan a su madre y ella destapa el nido subterráneo para que los pequeños puedan subir a la superficie.

#### Comunicación visual
Muchos animales diferentes usan estas señales, que se pueden encender y apagar en un instante, aunque por lo general son útiles en determinadas horas del día. Suelen ser llamativas o consistir en movimientos bruscos. Por ejemplo, una de las garras del cangrejo violinista macho es mayor que la otra, tiene colores fuertes y la sacude para atraer a las hembras. Los colores y diseños de las alas de las mariposas y de los machos de muchas aves atraen a sus compañeras en distancias cortas. Cuando vuelan por la noche, los lampíridos machos producen destellos luminosos con señales características, mientras que las hembras responden con sus destellos desde el suelo.

#### Comunicación táctil
La comunicación táctil se refiere a las señales transmitidas a través del contacto de la piel o partes exteriores de los seres vivos. Estas señales sirven al alcance de la mano y tienen una gran importancia entre los primates, como una forma de indicación de amistad y para tranquilizar. El hecho de que un individuo cuide al otro, por ejemplo eliminándole los parásitos indeseables, es su manera de reforzar los lazos familiares y de amistad. Los mecanismos principales son:
- Transmisión por vibraciones. Actúan solo en distancias muy cortas. Para indicar su presencia a las hembras, los machos de las arañas de estuche hacen vibrar sus membranas de un modo característico. Los cocodrilos producen vibraciones desde el interior de sus cuerpos para producir vibraciones que la hembra pueda percibir.

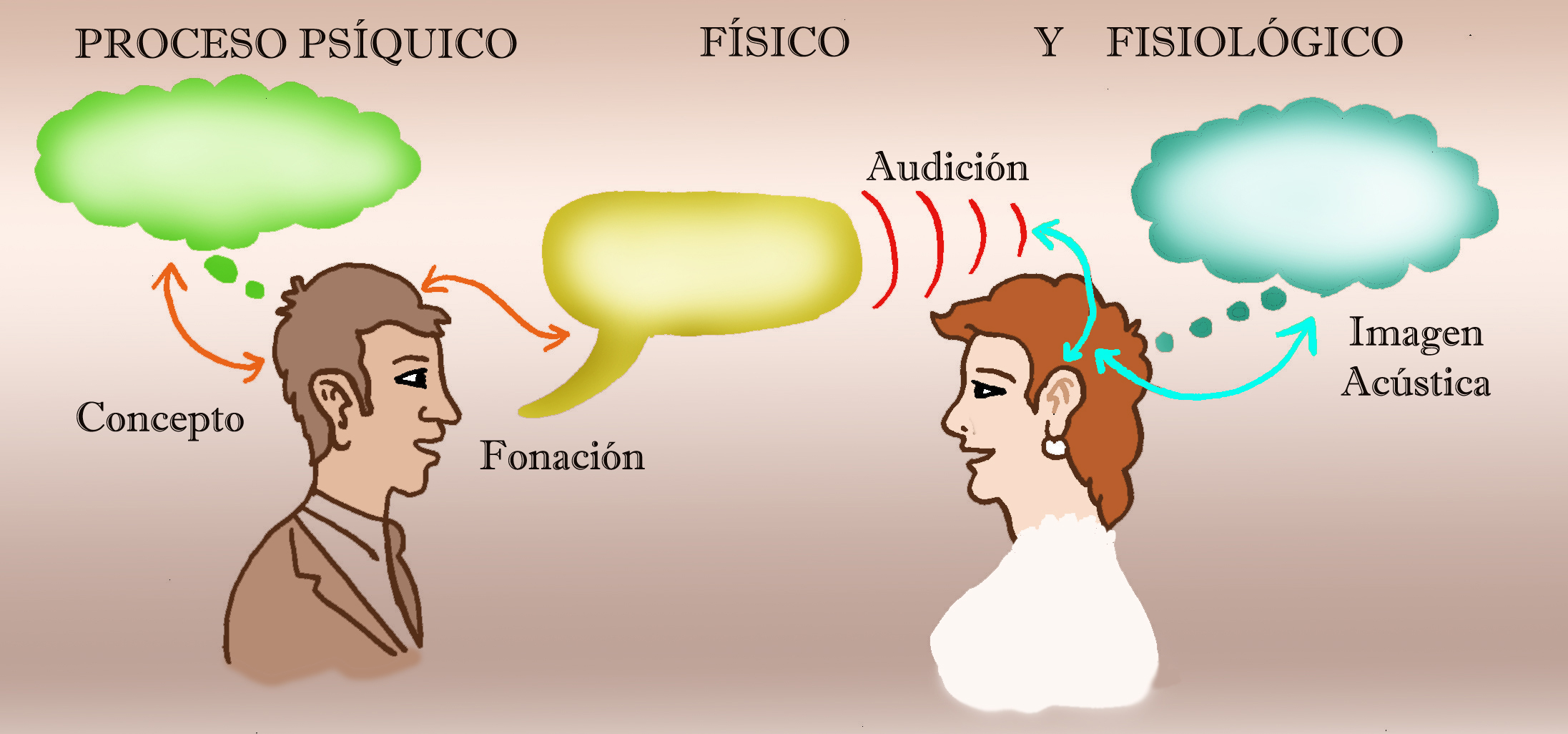
Proceso del habla

- Proceso del hablaTransmisión eléctrica. Algunos peces que viven en los ríos lodosos de América del Sur y África usan estas señales capaces de atravesar cuerpos sólidos. Son utilizadas para la agresión, para el cortejo y para orientarse.

## Tipos de lenguaje
Todos los lenguajes buscan transmitir algo a partir de un símbolo determinado y de manera deliberada partiendo del hombre; en todos los tipos de lenguaje se necesitan los elementos básicos de la comunicación (emisor, mensaje y receptor) para que pueda llevarse a cabo su objetivo y se construye gracias a los signos.Se clasifican en:
- Oral: el lenguaje oral tiene la ventaja de articular los sonidos con la entonación, idóneo para la expresión poética. Para que se lleve a cabo, el mensaje se transmite por medio del habla y se percibe de forma auditiva. Este tipo de lenguaje es conocido como lengua, es decir, un conjunto de signos que se ha formado por varias generaciones y sirve para comunicarse.
- Mímico: es el uso regular de gestos faciales y manuales, silenciando las palabras pero aún transmitiendo un mensaje. El lenguaje mímico para algunos autores (como Nietzsche) es un tipo de arte, ya que requiere del uso de la interpretación para descodificar los signos utilizados. Por otro lado, detrás de la mímica mostrada, hay un pensamiento y sentimiento expresado.
- Escrito: cumple la importante función de transmitir los conocimientos de una generación a otra, gracias a su permanencia en el tiempo. Para Vygotski el lenguaje escrito es el paso del lenguaje abstracto al lenguaje que utiliza la representación de las palabras (considerado como la traducción o codificación del lenguaje oral).

Actualmente existen también otros tipos de lenguaje como el gráfico que comunica el mensaje por medio de imágenes (fotografías, dibujos e iconos); el audiovisual que combina las imágenes con los sonidos; y el multimedia que utiliza todos los medios que necesite.

## Dimensiones del lenguaje
El lenguaje puede ser estudiado según cuatro dimensiones o aspectos diferentes que definen características propias de su naturaleza:
- Formal o estructural, que se refiere a la complejidad combinatoria de los códigos usados, el medio empleado para el mismo y los patrones en los que se basa la comunicación mediante dicho lenguaje. La dimensión estructural a su vez puede ser dividida en forma, contenido y uso:
  - Forma: estudiada en sus diferentes aspectos por la fonología, morfología y sintaxis. La primera comprende la forma material de las señales, la segunda las propiedades de formación de señales complejas y la tercera las propiedades combinatorias.
  - Contenido: estudiado por la semántica, que consiste en la codificación y decodificación de los contenidos semánticos en las estructuras lingüísticas.
  - Uso: estudiado en la pragmática, que define cómo la situación de uso tiene importancia tanto para las formas usadas como para la interpretación del contenido.
- Funcional, se refiere a la intencionalidad con la que se usa, qué ventajas aporta y para qué casos se usa, con qué funciones y en qué contextos.
- Comportamental, se refiere a todo el comportamiento exhibido por el emisor y los receptores del código, y a las conductas desencadenadas por el uso del lenguaje.
- Representativa, se refiere a la intencionalidad del emisor de exponer una información sin intención de dar una valoración o provocar una reacción en el receptor.

## Funciones del lenguaje
Las personas se comunican por distintos motivos: en algunas ocasiones, solo pretenden transmitir información de manera objetiva; en otras, manifiestan sentimientos u opiniones, o pretenden influir en los demás.
Las diversas finalidades comunicativas pueden sistematizarse, teniendo en cuenta los elementos de la comunicación, en las funciones del lenguaje.
En un mismo enunciado pueden coexistir varias funciones, pero siempre hay una predominante. En ¡Siéntate de una vez!, aunque prevalece la función apelativa, también está presente la función expresiva, ya que el emisor manifiesta su fastidio. Este predominio se evidencia en la presencia de determinados rasgos lingüísticos, como el modo imperativo y el vocativo.
El lenguaje se usa para trasmitir una realidad, ya sea afirmativa, negativa o de posibilidad, un deseo, una pregunta, una orden y más. Dependiendo de cómo utilicemos las oraciones, podemos distinguir diferentes funciones en el lenguaje:

### Funciones básicas
- Función referencial: El lenguaje pretende ser capaz de transmitir objetivamente la información, es decir, que el emisor transmita el mensaje sin que en él aparezca su opinión personal. La comunicación está centrada en el tema o asunto sobre cual se hace referencia. Se utilizan oraciones declarativas o enunciativas. Esta función la podemos encontrar en los periódicos.
- Función emotiva o expresiva: El mensaje que transmite el emisor hace referencia a sus propios sentimientos. Los expresa de manera subjetiva, mostrando su opinión y sus estados de ánimo. Las formas lingüísticas de esta función corresponden al uso de oraciones exclamativas e interjecciones. También se emplean aumentativos y diminutivos, así como pronombres en primera persona.
- Función conativa o apelativa: Predomina el oyente sobre los otros factores de comunicación. Pretende captar la atención del receptor y recibir una respuesta o reacción. Aquí la comunicación está centrada en la persona del tú. Los rasgos lingüísticos que la caracterizan son el uso del vocativo, el modo imperativo y el uso de interrogativos e igualmente que en la función emotiva: exclamativos.

### Funciones complementarias
- Función fática o de contacto: El mensaje se relaciona con el contacto entre el emisor y el receptor, a través del canal. La misión del emisor es comprobar que el mensaje se transmite correctamente y le llega a su receptor. Consiste en iniciar, continuar, interrumpir o finalizar una conversación. Es característico de esta función utilizar muletillas o latiguillos como «¿Sabes?», «¿Entiendes?», «¿No?»
- Función metalingüística: Esta función se puede apreciar cuando se informa sobre la lengua o sistema lingüístico. En esta función es característico el uso de comillas.
- Función poética o estética: Suele (del griego poiesis=creación, poietikos=creativo) emplearse en el lenguaje poético y en la publicidad e incluso en el chiste. Destaca la forma del mensaje. El acto de comunicación está centrado en el mensaje y en la forma de transmitirlo. Clásicamente suelen utilizarse rimas y figuras literarias o tropos retóricos, aunque el lenguaje poético puede ser «libre» y basado (tras estímulos o recuerdos concretos) en la fantasía y la imaginación; se supone que este tipo de lenguaje (creativo) en el planeta Tierra es exclusivo de algunos seres humanos.

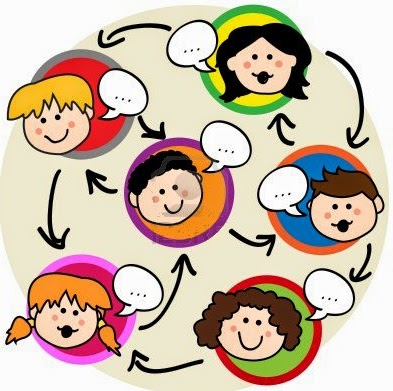
Lenguaje oral

## El lenguaje en cuanto parte de la información como un posible factor neguentrópico
Siempre se debe considerar al lenguaje como un subconjunto de la información, por ejemplo en tal caso Léon Brillouin publicó en 1959 Science et théorie de l'information (versión en inglés editada por vez primera en 1962) donde son examinadas las relaciones entre estas dos disciplinas. Adopta particularmente un punto de vista de físico y hace el lazo entre la entropía informacional de Shannon y la entropía estadística de Boltzmann en donde se arriesga que la información (y con la misma el lenguaje) es un factor neguentrópico es decir por el cual se puede anular la entropía.